# USS Gerald R. Ford (CVN-78)
El USS Gerald R. Ford (CVN-78) es un portaaviones de la Armada de los Estados Unidos. Da nombre a su clase, compuesta en principio por tres portaaviones: el propio Gerald R. Ford (CVN-78), el John F. Kennedy (CVN-79) y el Enterprise (CVN-80). Recibe su nombre en honor al 38.º presidente de los Estados Unidos Gerald R. Ford.
Fue puesto en grada el 13 de noviembre de 2009 en los astilleros Northrop Grumman Shipbuilding en una ceremonia en la que estuvo presente Susan Ford Bales, hija de Gerald R. Ford y botado el 9 de noviembre de 2013.
Se encargó su construcción para reemplazar al USS Enterprise (CVN-65), aunque este último, fue dado de baja cuando el USS Gerald R. Ford. aún no se había botado.

## Construcción

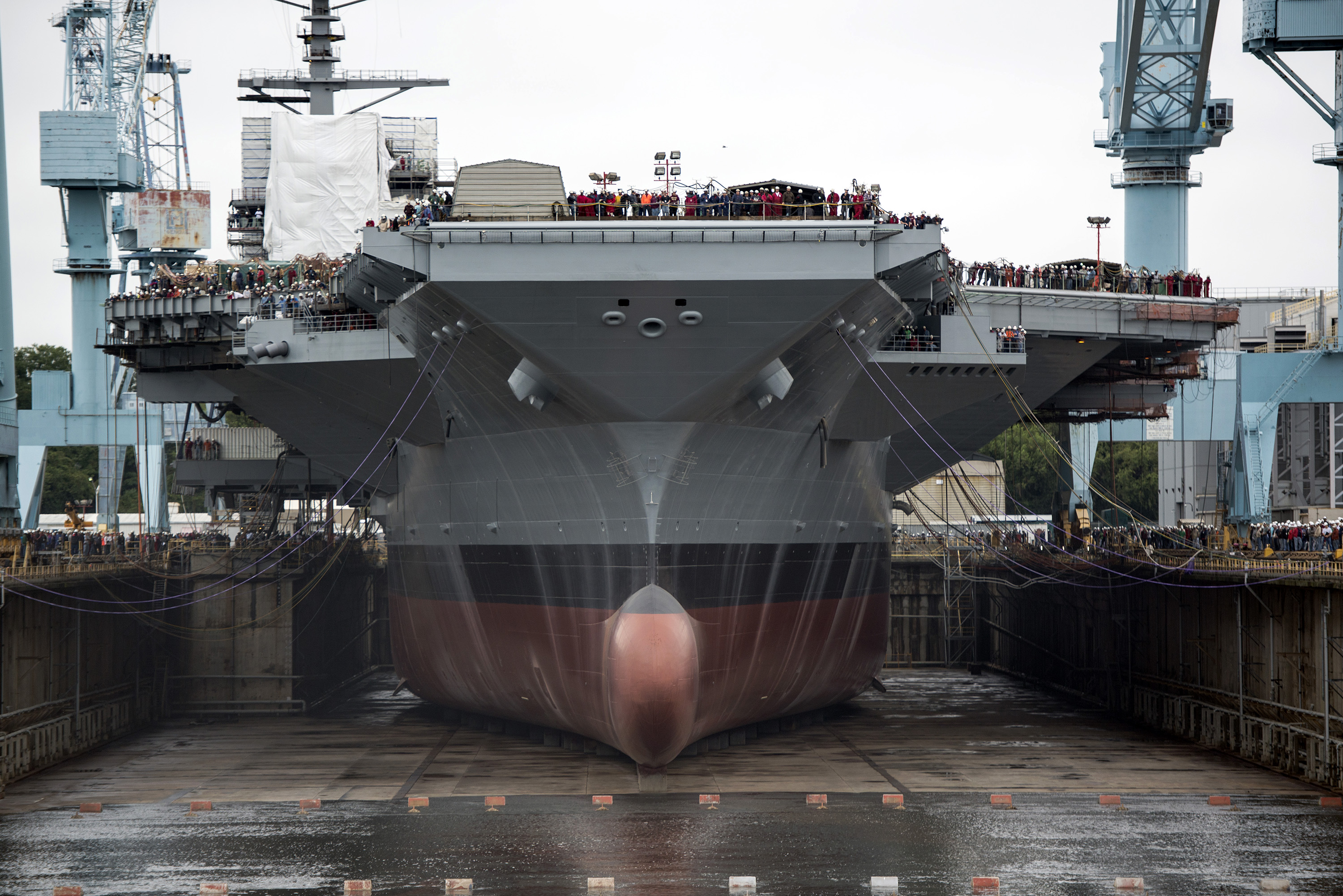
El Gerald R Ford en construcción, año 2013.

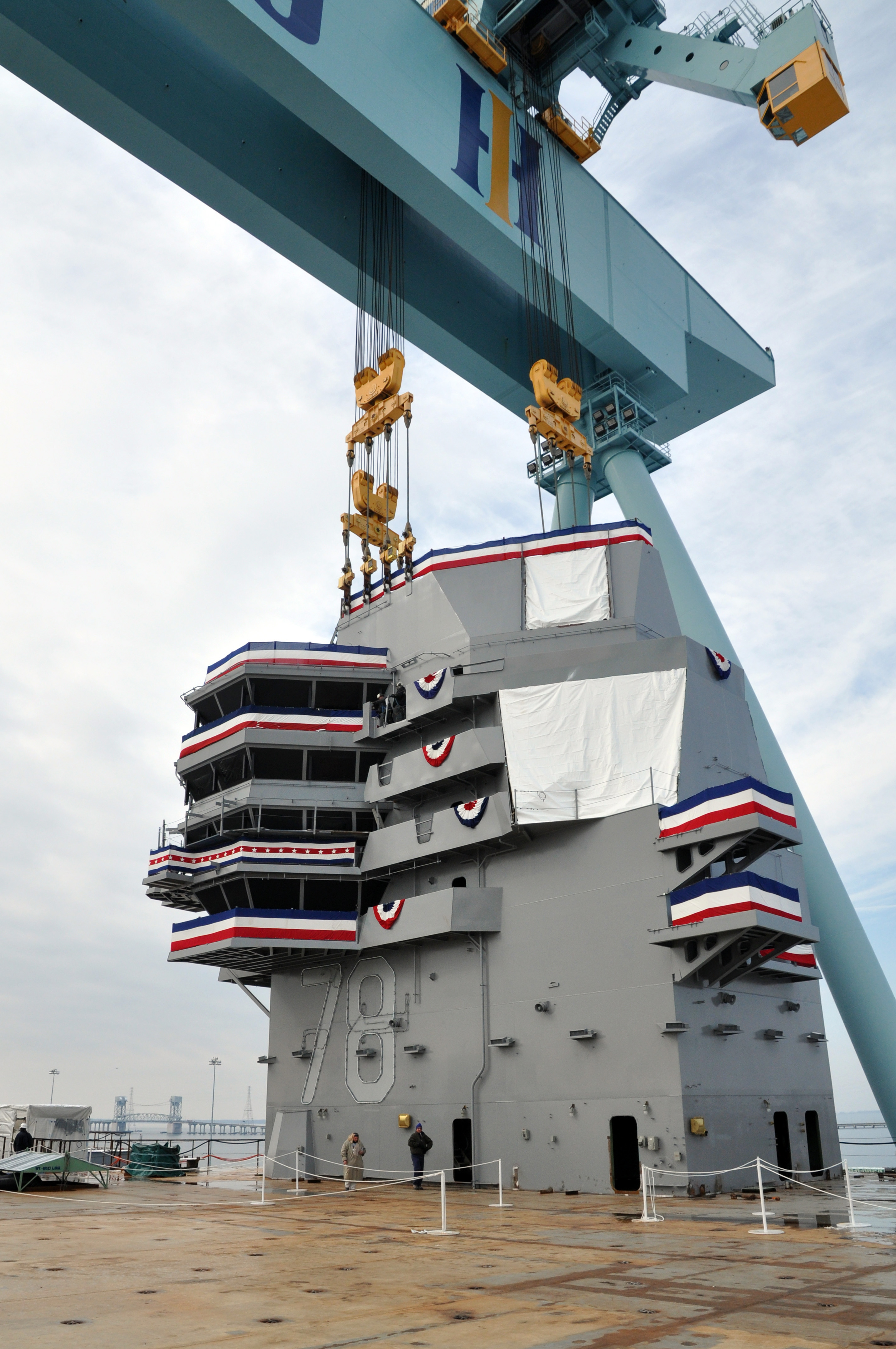
La isla, de 555 toneladas de peso, puesta en su posición sobre la cubierta de vuelo.

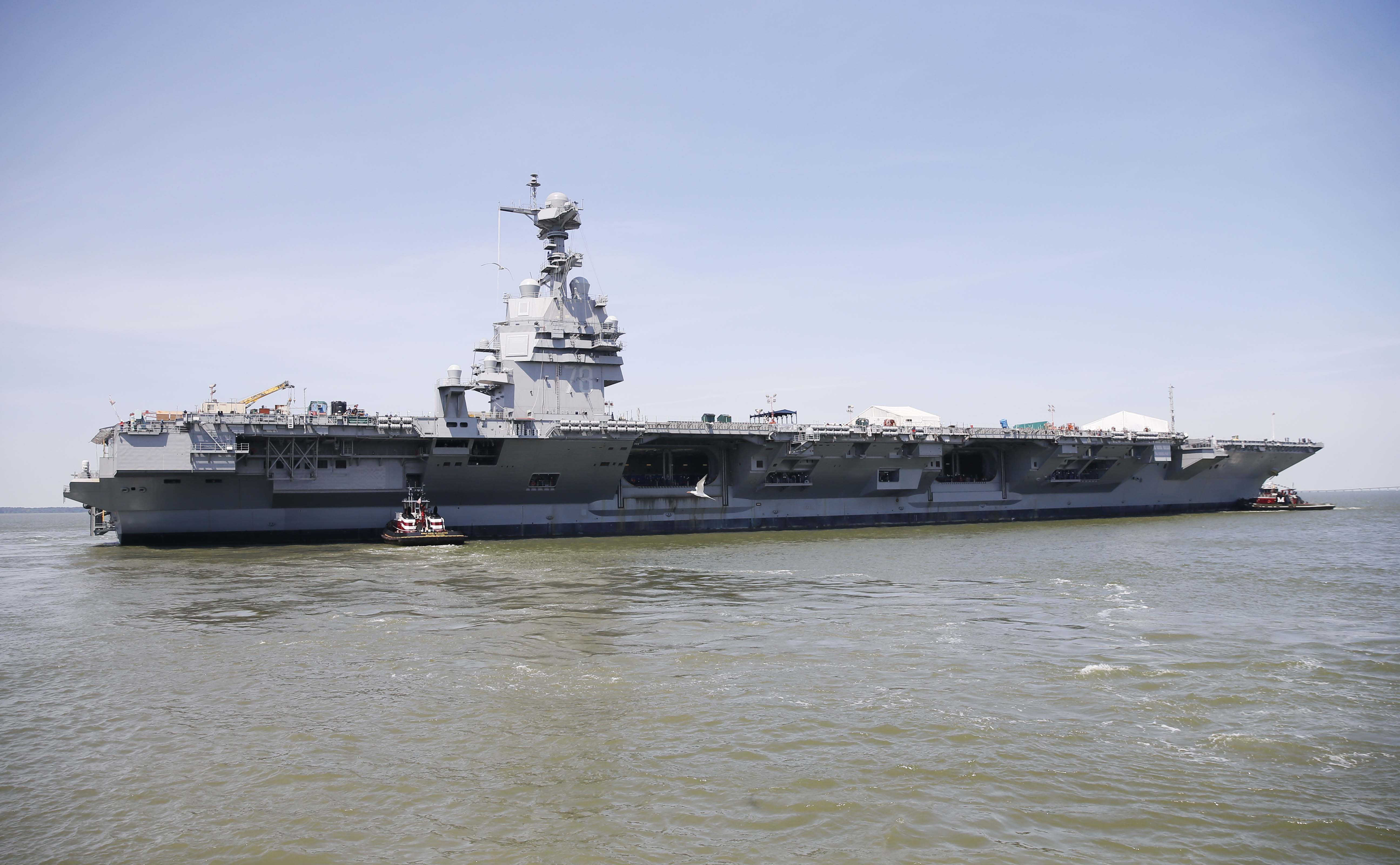
Gerald R. Ford en el río James el 11 de junio de 2016.

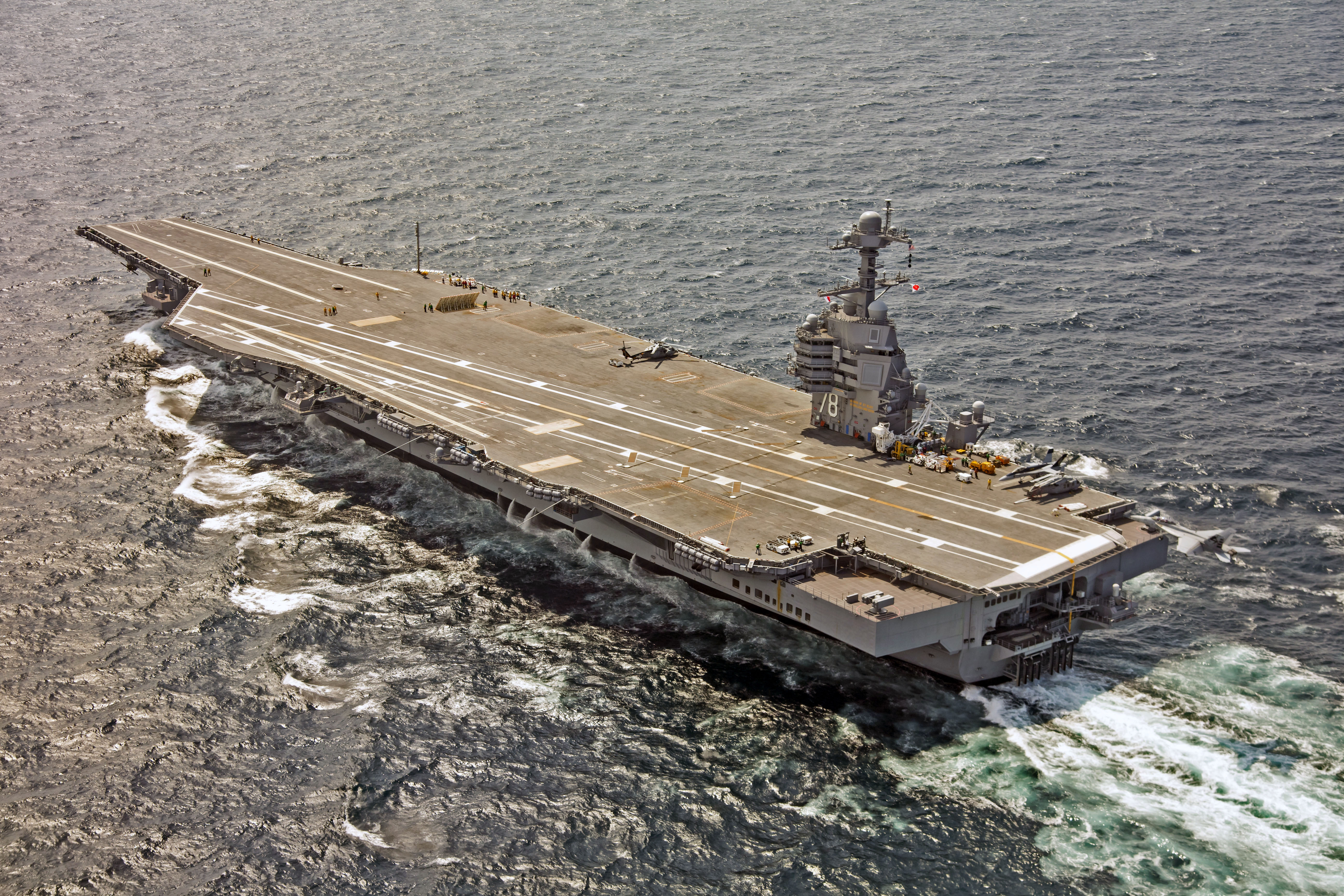
Gerald R. Ford navegando en 2017.

El 10 de septiembre de 2008, la Marina de los EE. UU. firmó un contrato de 5,1 mil millones de dólares con Northrop Grumman Shipbuilding, división constructora marítima de Northrop Grumman, en Newport News, Virginia, para diseñar y construir el nuevo portaaviones nuclear, que será el reemplazo programado del portaaviones USS Enterprise (CVN-65). 
La compañía lo construyó en los astilleros Northrop Grumman Newport News, en Hampton Roads, Virginia, y empleó a 19 000 trabajadores.
El portaaviones nuclear Gerald R. Ford es de nuevo diseño, puede transportar los nuevos aviones navales Lockheed Martin F-35 Lightning II, lleva el nombre del expresidente Gerald Ford que sirvió en la Armada durante la Segunda Guerra Mundial y falleció a los 93 años en el 2006.
El nuevo portaaviones Gerald R. Ford está destinado a ser el primero de una clase de portaaviones que ofrecen mejoras de rendimiento significativas sobre los anteriores portaaviones de la clase Nimitz y se estimaba que entraría en operaciones en el 2017 y estaría en estado de combate para el año 2020, pero lo hizo recién en el año 2022. 
El Gerald R. Ford está equipado con una nueva torre de control de menor tamaño para evitar las turbulencias sobre la pista de apontaje (aterrizaje), un nuevo radar plano Radar AESA de Red en fase, la isla es más corta en longitud y 20 pies (6,1 m), y más alto que el de la clase Nimitz, y se establece 140 pies (43 m) más hacia popa y 3 pies (0,91 m) más cerca del borde de la nave, y tiene un nuevo diseño hidrodinámico para aumentar la velocidad de la nave. 
Está equipado con las nuevas catapultas electromagnéticas (EMALS) para lanzar aviones, eliminando la necesidad de almacenar agua y calentarla para  vapor de las catapultas. El Gerald R. Ford puede lograr un 25% más de lanzamientos de aeronaves por día, que el anterior portaaviones el USS Nimitz (CVN-68) y requiere un 25% menos de tripulación. La Marina de Estados Unidos estima que ahorrará unos 4000 millones de dólares en los costos de operación de la nave, durante un periodo de vida de 50 años.
Se espera que los nuevos portaaviones clase Ford transporten aviones no tripulados Northrop Grumman X-47B, más helicópteros que otros portaaviones y aviones de combate conjuntos, y armas láser para su defensa.

## Historial operativo

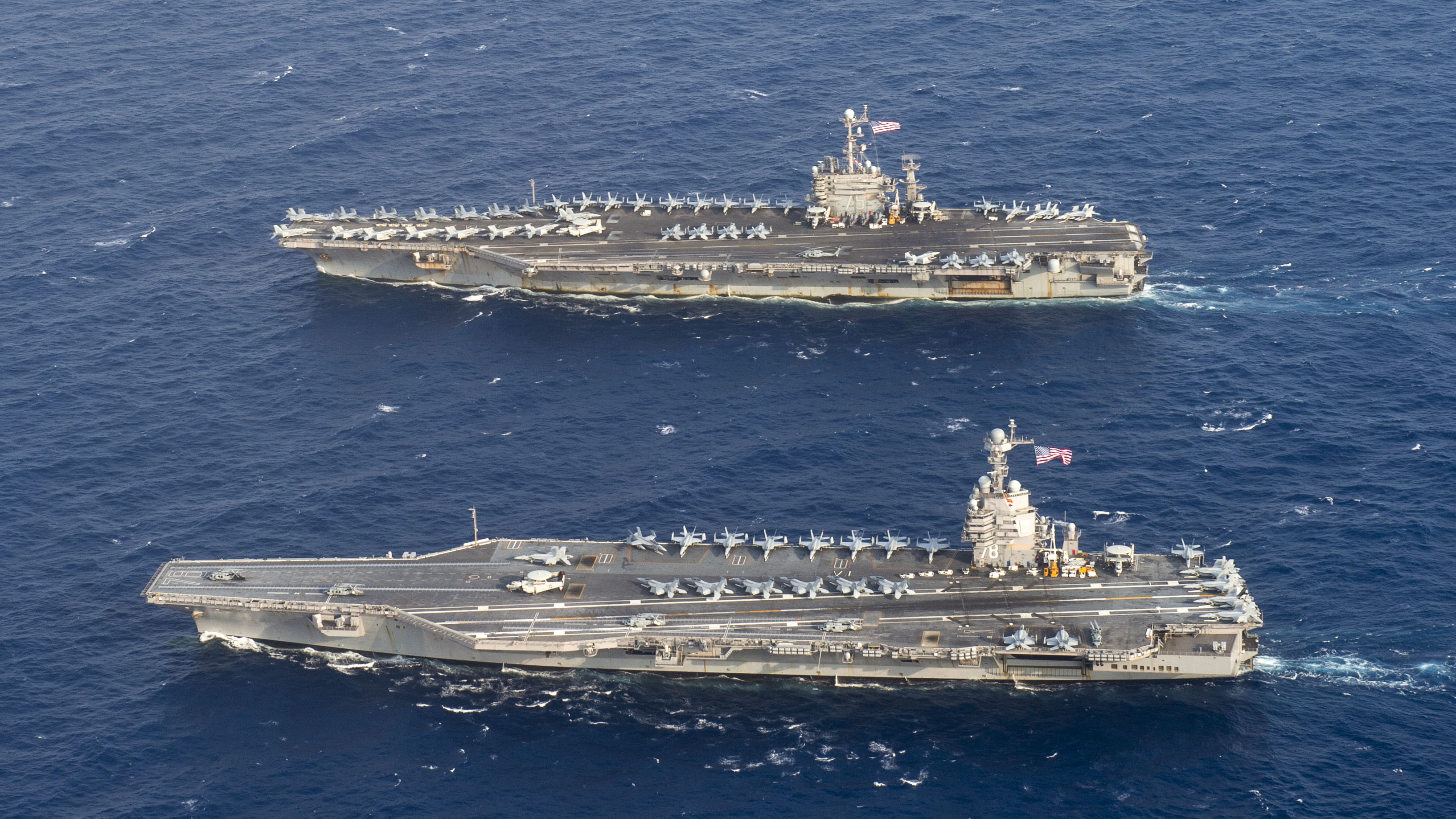
El USS Gerald R Ford (CVN-78) navegando junto al USS Harry S. Truman (CVN-75), de la anterior clase Nimitz, año 2020.

El 27 de mayo de 2017 el Gerald R. Ford terminó sus pruebas de fabricante y, el 31 de mayo de 2017 el barco fue entregado a la marina al mismo tiempo que Huntington Ingalls Industries se adjudicaba el contrato para el tercer buque de la clase Ford, el USS Enterprise. El Gerald R. Ford fue oficialmente asignado el 22 de julio de 2017.
El 28 de julio de 2017, la teniente comodoro Jamie "Coach" Struck del Air Test and Evaluation Squadron 23 (VX-23) realizó el primer aterrizaje detenido y lanzamiento de catapulta de Gerald R. Ford en un F/A-18F Super Hornet.
Según un informe de la GAO a mediados de 2020, el Gerald R. Ford seguía informando problemas significativos con el funcionamiento de sus elevadores de armas, mientras que un informe del Departamento de Defensa a principios de 2021 indicó que el barco aún no estaba listo para el combate, citando problemas con el Sistema Electromagnético de Lanzamiento de Aeronaves (EMALS). Diseñado para lograr 4.166 lanzamientos de aviones entre fallas de misiones operativas, en cambio, fueron 181 lanzamientos entre fallas, "muy por debajo del requisito".
El 20 de marzo de 2021, el Gerald R. Ford y el portaaviones italiano Cavour realizaron Ready for Operations (RFO) por parte de la Marina Militare mientras transitaban por el Océano Atlántico. En septiembre de 2022, el contralmirante James Downey describió el barco como "completamente entregado" y "cumplió con su capacidad operativa inicial".

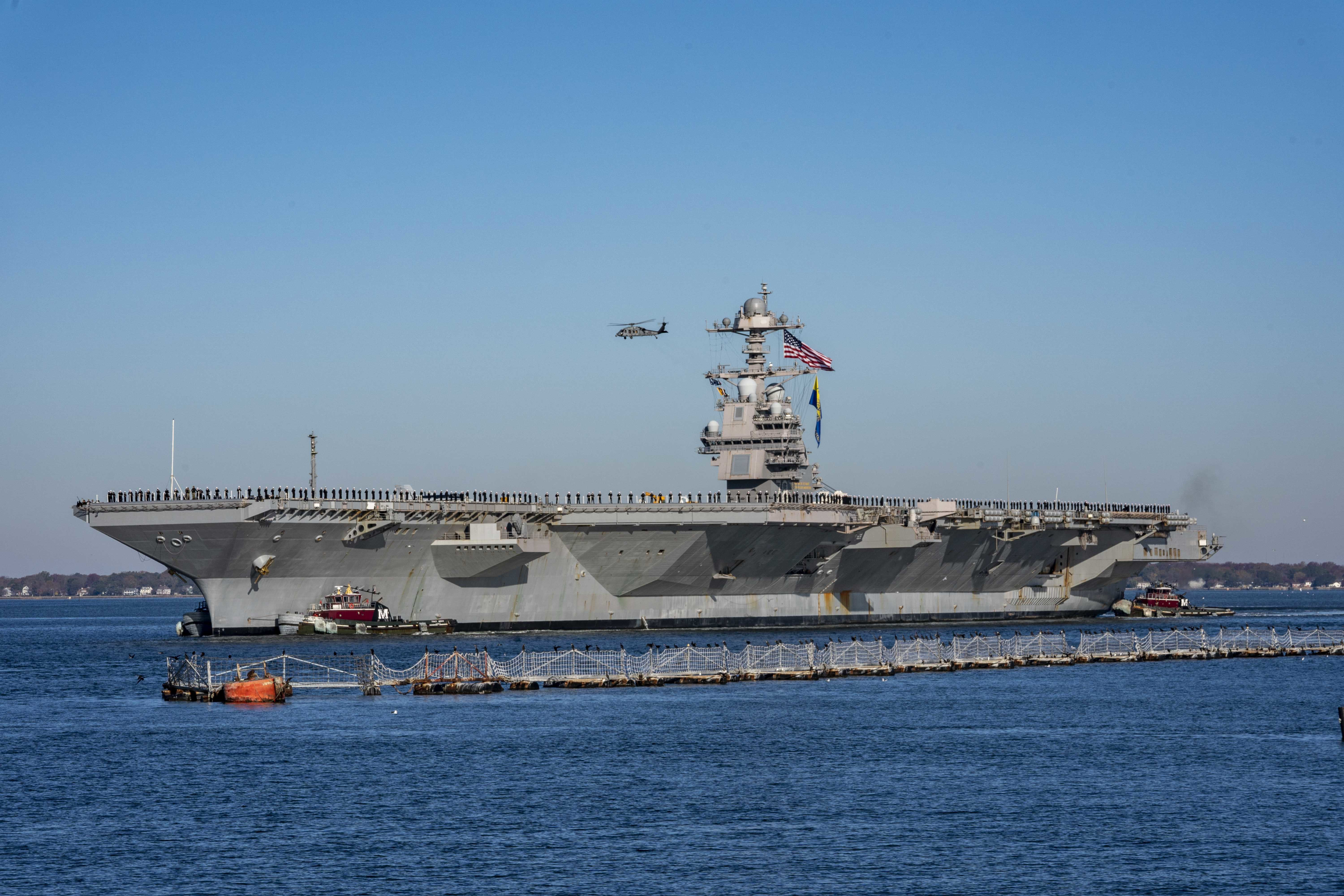
El USS Gerald R. Ford regresando a la Estación Naval de Norfolk después de completar su despliegue inaugural en el Océano Atlántico, el 26 de noviembre de 2022.

El Gerald R. Ford partió de la Estación Naval de Norfolk para su despliegue inaugural el 4 de octubre de 2022. El portaaviones debía realizar operaciones y ejercicios de entrenamiento junto con los aliados y socios de la OTAN en todo el Océano Atlántico. El Carrier Strike Group 12 de Ford incluía el Carrier Air Wing 8, el USS Normandy, el Escuadrón de Destructores 2 con el USS Ramage, el USS McFaul y el USS Thomas Hudner, los auxiliares USNS Joshua Humphreys y el USNS Robert E. Peary y el patrullero de la Guardia Costera de los Estados Unidos USCGC Hamilton. Entre los primeros barcos de la OTAN asignados al CSG-12 estaba la fragata alemana Hessen.
La primera visita a un puerto del Gerald R. Ford fuera de su país de origen fue el 28 de octubre de 2022, al puerto de Halifax en Nueva Escocia, sede de CFB Halifax , la instalación militar más grande de Canadá y puerto de origen de la flota atlántica de la Marina Real Canadiense. El 14 de noviembre de 2022, el barco llegó a aguas del Reino Unido para una visita de cuatro días anclado en Stokes Bay, cerca de Gosport.

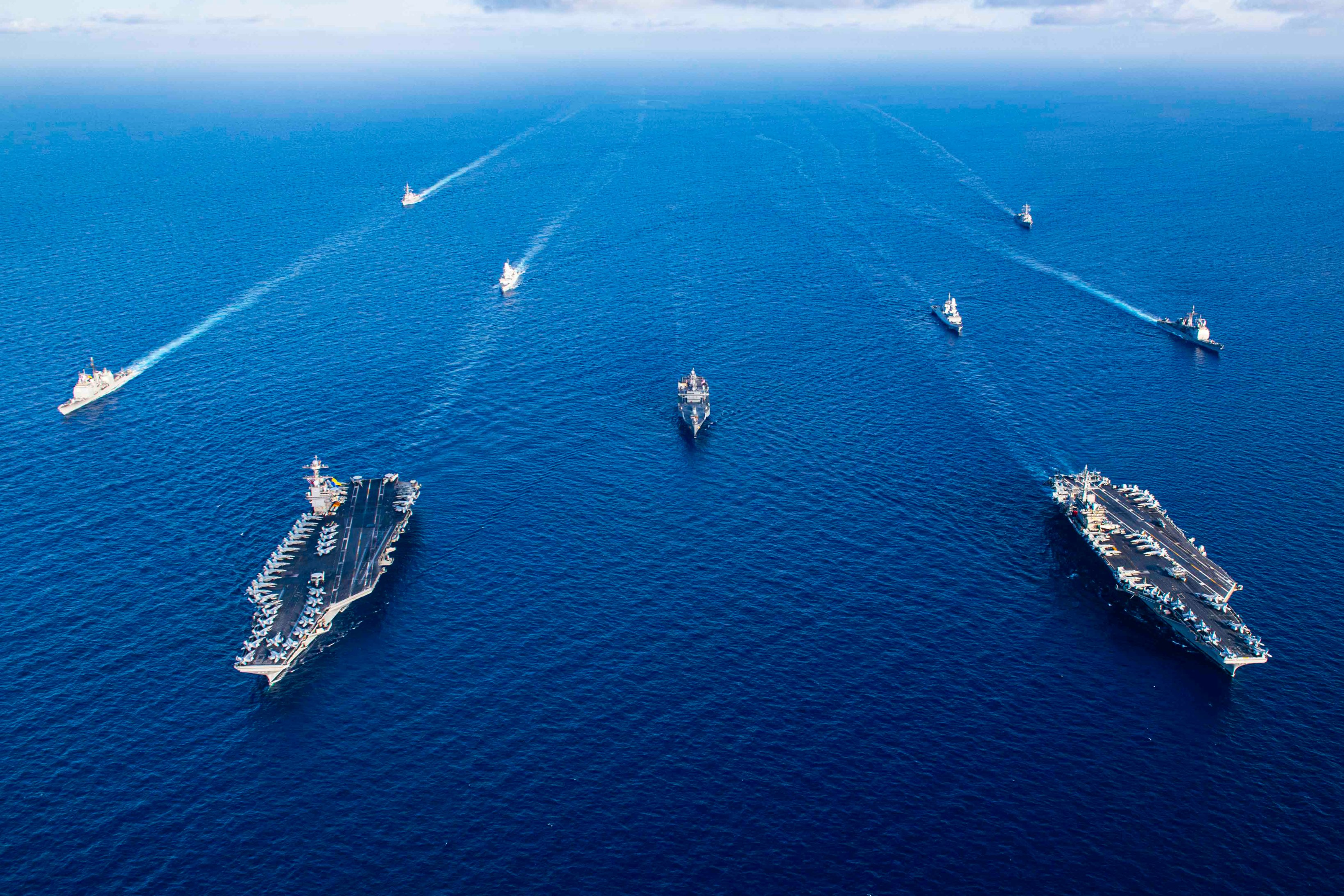
Los grupos de ataque de los portaaviones USS Dwight D. Eisenhower y USS Gerald R. Ford que Estados Unidos envió en otoño de 2023 al Mediterráneo Oriental en apoyo de Israel

El 3 de mayo de 2023, Gerald R. Ford partió de la Estación Naval de Norfolk en su primer despliegue completo y está programado para operar en el Área de Responsabilidad (AOR) de la 2.ª y 6.ª Flota. El 24 de mayo de 2023, el barco llegó a las afueras de Oslo en Noruega para los ejercicios de la OTAN. Está previsto que se dirija hacia el Ártico más tarde para realizar más ejercicios.
El 8 de octubre de 2023, el día después del ataque de Hamás a Israel, el secretario de Defensa de Estados Unidos, Lloyd Austin, ordenó al grupo de ataque del portaaviones USS Gerald R. Ford dirigirse hacia el Mediterráneo oriental en respuesta. Junto al portaaviones, el grupo también incluye el crucero Normandy y los destructores Ramage, Carney, Roosevelt y Thomas Hudner.
La 6.ª Flota de EE. UU. anunció el 1 de enero de 2024 que el Gerald R. Ford regresaría a Norfolk después de ser relevado por un grupo anfibio de combate formado por el USS Bataan, el USS Mesa Verde y el USS Carter Hall.